# Liste de modèles de circulation océanique
Ceci est une liste des modèles de circulation océanique utilisés en océanographie physique.
| Acronyme | Nom complet                                                         |
| -------- | ------------------------------------------------------------------- |
| ADCIRC   | ADvanced CIRCulation model                                          |
| COHERENS | COupled Hydrodynamical Ecological model for REgioNal Shelf seas     |
| FVCOM    | Finite Volume Coastal Ocean Model                                   |
| HOPE     | The Hamburg Ocean Primitive Equation General Circulation Model      |
| HYCOM    | HYbrid Coordinate Ocean Model                                       |
| LSG      | The Hamburg Large Scale Geostrophic Ocean General Circulation Model |
| MICOM    | Miami Isopycnic Coordinate Ocean Model                              |
| MITgcm   | M.I.T. General Circulation Model                                    |
| MOHID    | MOdelo HIDrodinâmico                                                |
| MOM      | GFDL Modular Ocean Model                                            |
| NEMO     | Nucleus for European Modelling of the Ocean                         |
| OPYC     | The Ocean IsoPYCnal General Circulation Model ,                     |
| POM      | Princeton Ocean Model                                               |
| POP      | The Parallel Ocean Program                                          |
| ROMS     | The Regional Ocean Modeling System                                  |
| MPIOM    | Max Planck Institüte Ocean Model                                    |